# 미도리카와역
미도리카와역(일본어: 緑川駅)은 일본 구마모토현 우토시에 위치한 규슈 여객철도 미스미 선의 철도역이다. 단선 승강장 1면 1선의 구조를 갖춘 지상역이다.

## 역 주변
- 국도 제57호선
- 아와시마 진자

## 역사
- 1960년 4월 1일 : 일본국유철도에 의해 개설.
- 1987년 4월 1일 : 일본국유철도 분할 민영화에 의해, 규슈 여객철도가 승계.

## 인접 역
| 규슈 여객철도 미스미 선 | 규슈 여객철도 미스미 선 | 규슈 여객철도 미스미 선 |
| ----------------------- | ----------------------- | ----------------------- |
| 우토 우토 방면          | ■ 미스미 선             | 스미요시 미스미 방면    |